# Ioan Iacob de la Neamț

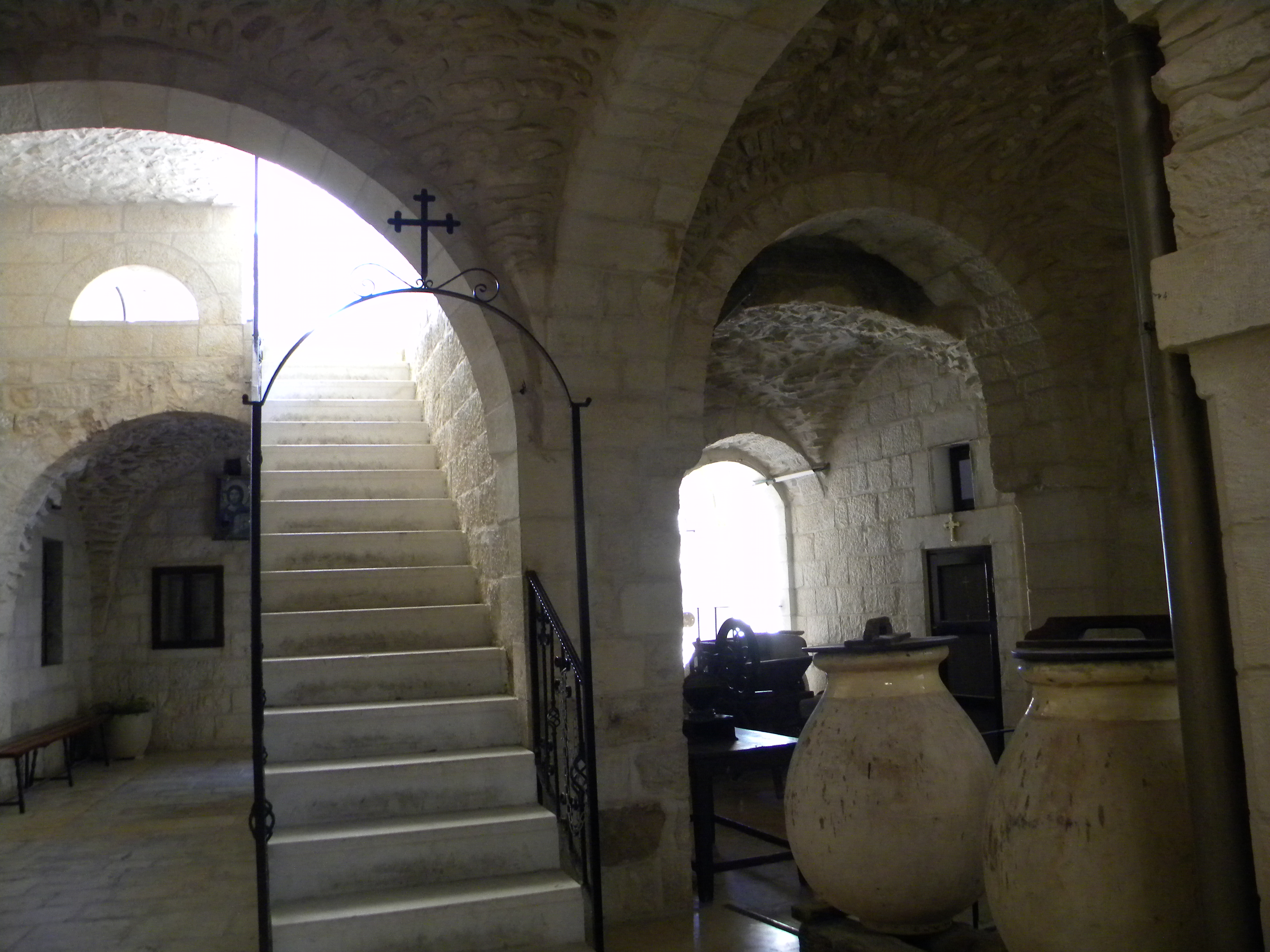
Mănăstirea Sfântul Gheorghe din Hozeva, în care sunt păstrate moaștele Sf. Ioan Iacob Românul

Ioan Iacob de la Neamț, cunoscut și ca Ioan Iacob Românul de la Hozeva, (n. 23 iulie 1913, Horodiștea, România – d. 5 august 1960, Mănăstirea Sfântul Gheorghe din Hozeva, Cisiordania, Palestina) a fost un călugăr intrat la Mănăstirea Neamț în 1936 și stabilit apoi la Mănăstirea Sfântul Gheorghe din Hozeva, venerat ca sfânt în Biserica Ortodoxă Română și în Biserica Ortodoxă a Ierusalimului. Monahul Ioan a trăit doi ani într-o peșteră din pustia Iordanului, apoi opt ani în lavra Sfântul Sava de pe Valea Chedronului. Având bune cunoștințe medicale, îngrijea călugării bolnavi, fiind în același timp bibliotecar și ghid. Versurile sale anticomuniste și antisemite îl fac popular printre neolegionari.

## Familia
Pe nume real Ilie Iacob, a fost fiul lui Maxim și al Ecaterinei, așa cum a fost trecut în registrele bisericii din Păltiniș la botez, și a fost singur la părinți. A rămas orfan de mic de amândoi părinți și a fost crescut de o bunică. A urmat primii ani de școală în satul natal, apoi gimnaziul la Lipcani (Hotin) și liceul la Cozmeni-Cernăuți.

## La Mănăstirea Neamț
La 8 aprilie 1936 arhimandritul Valerie Moglan, noul stareț al Mănăstirii Neamț și viitor arhiereu vicar la Iași, l-a tuns în monahism, primind potrivit pravilei calugărești, un nou nume, cel de Ioan. Naș și părinte duhovnicesc i-a fost ieromonahul Ioachim Spătarul, egumenul schitului Pocrov, unul din cunoscuții calugări moldoveni cu viața îmbunătățită.

## În Țara Sfântă
În noiembrie 1936 tânărul monah s-a îndreptat, împreună cu alți doi călugări, spre Țara Sfântă. După doi ani petrecuți în pustiu, ajunge la Mănăstirea "Sfântul Sava”, unde slujește timp de opt ani.

### La schitul românesc de la Iordan
În anul 1947 este hirotonit preot în Biserica Sfântului Mormânt și este numit egumen la Schitul românesc cu hramul „Sfântul Ioan Botezatorul“, din Valea Iordanului, pe care l-a condus până în anul 1952.

### La Hozeva
În noiembrie 1952, Cuviosul Ioan Iacob Hozevitul, împreună cu ucenicul său Ioanichie (Pîrîială), a intrat în obștea Mănăstirii Sfântul Gheorghe Hozevitul din Pustiul Hozevei. În vara următoare se retrage într-o peșteră, numită Chilia Sfânta Ana, care ținea de Mănăstirea "Sf. Gheorghe Hozevitul“. Aici și-a petrecut ultimii ani, ducând o viață foarte aspră. El mânca numai posmagi sau pâine cu apă, ce le aducea fratele Constantin care era brutarul Patriarhiei din Ierusalim.

### Moartea
Sfântul Ioan Iacob Hozevitul a decedat pe 5 august 1960, la vârsta de 47 de ani. A fost înmormântat de Amfilohie, egumenul Mănăstirii Sfântul Gheorghe, în peștera care-l găzduise în ultimii ani de viață.